# Riksdagshuset
Riksdaghuset – siedziba parlamentu szwedzkiego i Szwedzkiego Banku Narodowego.
Budynek znajduje się w Sztokholmie na Helgeandsholmen, został oddany do użytku w 1905.
Pałac zaprojektował Aron Johansson. Budowa rozpoczęła się w 1897, a skończyła w 1905.
Wyposażenie głównej sali stanowią ławy ze szwedzkiej brzozy i boazeria z fińskiej brzozy rzeźbiona w Norwegii. Znajduje się tam także duża tkanina dekoracyjna Elisabeth Hasselberg-Olsson, zatytułowana Wspomnienie krajobrazu z 1983. Dawne sale dwuizbowego parlamentu służą obecnie spotkaniom większości parlamentarnej. W sali dawnej Izby Wyższej wiszą trzy obrazy Otto Sködla, a w drugiej sali prace Axela Törnemana i Georga Pauliego. Łącznikiem między salami jest 45-metrowa sień z eleganckim wystrojem. Od strony Mostu Północnego znajduje się klatka schodowa zachowująca oryginalną kolorystykę z 1905.